# Paul Maasland
Paul Maasland (* 17. Dezember 1903 in Den Haag; † 15. September 1983 in Auckland, Neuseeland) war ein niederländischer Ruderer.

## Karriere
Paul Maasland wurde mit dem niederländischen Achter 1924 Europameister. Darüber hinaus nahm er an den Olympischen Sommerspielen 1924 und 1928 teil. 1924 schied er mit dem niederländischen Boot in der Achter-Regatta in der ersten Runde aus. 1928 ging er zusammen mit Egbertus Waller, Ansco Dokkum und Simon Bon in der Vierer ohne Steuermann-Regatta an den Start. Das Quartett schied im Hoffnungslauf aus.
Paul Maasland zog er nach Niederländisch-Indien und arbeitete bei der Koninklijke Paketvaart Maatschappij.